# Thymallus arcticus
Thymallus arcticus är en fisk i familjen laxfiskar som förekommer i Nordamerika. Det svenska trivialnamnet arktisk harr används för arten.
Denna laxfisk blir ibland 70 till 75 cm lång med en vikt av 2,7 till 3,8 kg. Under parningstiden ändras den gråa grundfärgen till en färgrik blandning. Ryggfenan har 17 till 25 mjukstrålar och inga taggstrålar. Även analfenan saknar taggstrålar och har 11 till 15 mjukstrålar.
Utbredningsområdet är floder, sjöar och mindre vattendrag i Nordamerika vid Arktiska oceanen och vid norra Stilla havet. Thymallus arcticus hittas bland annat i Hudson Bay och söderut längs Missouri till Montana i USA. I Stora sjöarna blev arten sällsynt. Över Arktiska oceanen når fisken även Sibiriens norra floder.
Flera exemplar lever tillsammans i mindre flockar. De äter som vuxen vattenlevande insekter. Ibland kompletteras födan med andra fiskar, kräftdjur, fiskrom eller fjällämlar. Parningen sker i små vattendrag och de nykläckta ungarna lever under den första tiden av djurplankton. Individerna parar sig för första gången när de är 3 till 4 år gamla. Äggens befruktning sker i maj och juni. Äggen kläcks efter 10 till 14 dagar. Thymallus arcticus kan leva 10 år.
Thymallus arcticus är ett omtyckt mål för flugfiske. Däremot matar inuiterna sina hundar med fisken.
I några floder hotas beståndet av vattenföroreningar från industriområden. Efter nedläggningen av flera fabriker i Ryssland ökar beståndet. IUCN listar arten som livskraftig (LC).